# Bose (Familienname)
Bose, Bosé oder Bosè (z. T. anglisierte Form des bengalischen Namens Basu) ist ein Familienname.

## Namensträger
- Abala Bose (1864–1951), indische Sozialreformerin
- Adolph Heinrich Bose (1734–1797), kursächsischer Kammerherr, Hofmarschall der Kurfürstin, Hofbeamter und Rittergutsbesitzer
- Amar G. Bose (1929–2013), US-amerikanischer Elektroingenieur und Unternehmer
- Amol Bose (1943–2012), bangladeschischer Schauspieler
- Ananda Mohan Bose (1847–1906), indischer Staatsmann und Mathematiker
- Anita Bose-Pfaff (* 1942), deutsche Wirtschaftswissenschaftlerin, Hochschullehrerin und Politikerin (SPD)
- Arthur von Bose (1838–1898), sächsischer Amtshauptmann
- August von Bose (1787–1862), königlich-sächsischer wirklicher Geheimer Rat und Hofmarschall
- Benoy Bose (* 1929), indischer Boxer
- Bimba Bosé (1975–2017), spanische Schauspielerin und Sängerin sowie Fotomodell
- Buddhadeva Bose (1908–1974), indisch-bengalischer Schriftsteller und Gelehrter
- Carl von Bose (1753–1809), deutscher Rittergutsbesitzer und Kabinettsminister, siehe Friedrich Wilhelm August Carl von Bose
- Carl August von Bose (1814–1887), Geheimer Rat, Naturwissenschaftler
- Carl Fedor von Bose (1856–1919), deutscher Staatsbeamter
- Carl Friedrich von Bose (1865–1945), Komponist, Professor am Konservatorium in Leipzig, siehe Fritz von Bose
- Carl Johann Haubold von Bose (1704–1777), kurhessischer General der Infanterie und Staatsminister
- Carl Melchior Bose (1681–1741), deutscher Domherr
- Carl Moritz von Bose (1834–1912), Prokurist und Fabrikdirektor der Firma Gehe & Co./Gehe AG
- Carol Bose (1596–1657), deutscher Feldherr und Amtshauptmann
- Caspar Bose (1645–1700), deutscher Handels- und Ratsherr
- Debaki Bose (1898–1971), indischer Filmregisseur
- Durga Chew-Bose (* 1986), kanadische Autorin und Filmemacherin
- Ernst Gottlob Bose (1723–1788), deutscher Botaniker und Mediziner
- Ewald Bose (1880–1943), deutscher Verwaltungsjurist
- Friedrich von Bose (Intendant) (1822–1890), deutscher Kammerherr und Theaterintendant
- Friedrich von Bose (Kulturanthropologe) (* 1977), deutscher Kulturanthropologe, Museologe und Kurator
- Friedrich Carl von Bose (1737–1764), deutscher Domherr
- Friedrich Wilhelm August Carl von Bose (1753–1809), deutscher Rittergutsbesitzer und Politiker
- Fritz Bose (1906–1975), deutscher Musikwissenschaftler
- Fritz von Bose (1865–1945), deutscher Pianist, Komponist und Hochschullehrer
- Georg Bose (1650–1700), deutscher Handels- und Ratsherr
- Georg Heinrich Bose (1682–1731), deutscher Handelsherr, Kaufmann, erwarb 1710 das heutige Bosehaus
- Georg Matthias Bose (1710–1761), deutscher Physiker und Astronom
- Gottfried Christian Bose (1619–1671), deutscher lutherischer Theologe
- Günter Karl Bose (* 1951), deutscher Grafikdesigner, Verleger und Hochschullehrer
- Hans-Jürgen von Bose (* 1953), deutscher Komponist
- Herbert von Bose (1893–1934), Oberregierungsrat und politischer Referent
- Hugo von Bose (1808–1856), deutscher Geograph und Statistiker
- Jagadish Chandra Bose (1858–1937), indischer Physiker und Botaniker
- Jens-Andrees Bose (* 1944), deutscher Dirigent
- Jobst Hilmar von Bose (1897–1949), deutscher Offizier
- Johann Andreas Bose (1626–1674), Jenaer Historiker und Philologe
- Johann Friedrich Carl von Bose (1685–1728), deutscher Jurist, Domherr des Domstifts Naumburg und des Domstifts Meißen sowie sächsischer Kammerherr und Hofrat
- Julius von Bose (1809–1894), preußischer General

- Karl von Bose (1596–1657), kursächsischer Oberst und Amtshauptmann von Zwickau, Werdau und Stollberg, siehe Carol Bose
- Karl von Bose (Hofmarschall) (1784–1844), Oberhofmarschall und Intendant des Hoftheaters Wiesbaden
- Karl August Joseph Friedrich von Bose (1763–1826), sächsischer Generalmajor, zuletzt preußischer Generalleutnant
- Karl Friedrich Wichmann von Bose (1769–1839), preußischer Generalmajor
- Karl Ernst von Bose (1726–1789), preußischer Generalmajor
- Klaus Bose (* 1940), deutscher Maler, Zeichner und Grafiker
- Lucia Bosè (1931–2020), italienische Schauspielerin
- Max Georg Bose (1921–2011), deutscher Artillerist
- Miguel Bosé (* 1956), spanischer Musiker
- Modhu Bose (1900–1969), indischer Filmregisseur
- Nandalal Bose (1882–1966), indischer Maler
- Nitin Bose (1897–1986), indischer Filmregisseur
- Priyanka Bose (* 1982), indische Theater- und Filmschauspielerin und Model
- Rahul Bose (* 1967), indischer Schauspieler
- Raj Chandra Bose (1901–1987), indischer Mathematiker
- Rashbehari Bose (um 1886–1945), indischer Revolutionär und Terrorist
- Reshmi Bose (* 1986), indische Leichtathletin
- Sadhona Bose (1914–1973), indische Tänzerin und Schauspielerin
- Samaresh Bose, indischer Schriftsteller
- Satyen Bose (1916–1993), indischer Filmregisseur
- Satyendranath Bose (1894–1974), indischer Physiker, Namensgeber des Bose-Einstein-Kondensates
- Shyamal Bose (* 1961), indischer Geistlicher und römisch-katholischer Bischof von Baruipur
- Sterling Bose (1906–1958), US-amerikanischer Jazz-Trompeter
- Subhash Chandra Bose (auch Netaji; 1897–1945), indischer politischer Führer
- Subhasish Bose (* 1995), indischer Fußballspieler
- Ursula von Bose (1917–2011), deutsche Schauspielerin und Hörspielsprecherin, siehe Ursula Zeitz
- Wolf Dietrich Bose (1671–1734), deutscher Beamter des Herzogtums Sachsen-Merseburg und Rittergutsbesitzer